# Fugger

Wappen der Familie Fugger

Die Fugger sind ein schwäbisches Kaufmannsgeschlecht, das seit der Zuwanderung Hans Fuggers aus Graben im Jahr 1367 in Augsburg ansässig war. Ihren Namen schrieben sie ursprünglich „Fucker“. Fucker advenit, lateinisch „Fugger ist angekommen“, war dazu 1367 im Augsburger Steuerbuch vermerkt worden.
Eine Linie, die Fugger von der Lilie, war in der ersten Hälfte des 16. Jahrhunderts außerordentlich mächtig. Der Name Fugger wurde europaweit zu einem Synonym für Reichtum. Mit der Bezeichnung „die Fugger“ sind heute meistens die Fugger von der Lilie gemeint. Die Familie Fugger brachte dank ihres großen Einflusses der Stadt Augsburg den Beinamen „Fuggerstadt“ ein. Die Grundstücke in Graben und Augsburg bildeten den Anfang des später beträchtlichen Grundbesitzes der Familie Fugger.

## Ursprung und Aufspaltung in zwei Linien

Stammwappen der Familie der Fugger mit dem Dreizack, welchen Hans Fugger in Augsburg 1370 als Hausmarke führte

Die Familie geht auf Johann Fugger zurück, einen Webermeister aus Graben. Sein Sohn Hans Fugger zog 1367 nach Augsburg, wo er zunächst als Weber in der Zunft aufstieg und dann sein Geschäft in die Richtung des Textilhändlers ausbaute, wobei er vom damaligen Barchent-Boom profitierte. Er handelte Ende des 14. Jahrhunderts als „Weber-Verleger“ mit Leintuch, das er bei bayerischen Webern aufkaufte und verkaufte, wurde Vorstand der heimischen Weberzunft und begann, bayerisches Leinentuch bis nach Italien zu exportieren. Hans Fugger war der Vater von Andreas Fugger (1394/95–1457/58), dem Stammvater der Fugger vom Reh, sowie von Jakob Fugger d. Ä. (nach 1398–1469), dem Stammvater der Fugger von der Lilie.
| Stammgeneration   | Stammgeneration   | Stammgeneration   | Stammgeneration   | Stammgeneration   | Stammgeneration   |  |  |                                    |                                    |                                    |                                    | Hans Fugger (in Augsburg seit 1367) † 1409 | Hans Fugger (in Augsburg seit 1367) † 1409 | Hans Fugger (in Augsburg seit 1367) † 1409 | Hans Fugger (in Augsburg seit 1367) † 1409 | Hans Fugger (in Augsburg seit 1367) † 1409        | Hans Fugger (in Augsburg seit 1367) † 1409        |                                                   |                                                   |                                                   |                                                   |  |  |  |  |  |  |  |  |  |  |  |  |
| Stammgeneration   | Stammgeneration   | Stammgeneration   | Stammgeneration   | Stammgeneration   | Stammgeneration   |  |  |                                    |                                    |                                    |                                    | Hans Fugger (in Augsburg seit 1367) † 1409 | Hans Fugger (in Augsburg seit 1367) † 1409 | Hans Fugger (in Augsburg seit 1367) † 1409 | Hans Fugger (in Augsburg seit 1367) † 1409 | Hans Fugger (in Augsburg seit 1367) † 1409        | Hans Fugger (in Augsburg seit 1367) † 1409        |                                                   |                                                   |                                                   |                                                   |  |  |  |  |  |  |  |  |  |  |  |  |
|                   |                   |                   |                   |                   |                   |  |  |                                    |                                    |                                    |                                    |                                            |                                            |                                            |                                            |                                                   |                                                   |                                                   |                                                   |                                                   |                                                   |  |  |  |  |  |  |  |  |  |  |  |  |
| Zweite Generation | Zweite Generation | Zweite Generation | Zweite Generation | Zweite Generation | Zweite Generation |  |  | Andreas Fugger vom Reh (1394–1457) | Andreas Fugger vom Reh (1394–1457) | Andreas Fugger vom Reh (1394–1457) | Andreas Fugger vom Reh (1394–1457) | Andreas Fugger vom Reh (1394–1457)         | Andreas Fugger vom Reh (1394–1457)         |                                            |                                            | Jakob Fugger der Ältere von der Lilie (1398–1469) | Jakob Fugger der Ältere von der Lilie (1398–1469) | Jakob Fugger der Ältere von der Lilie (1398–1469) | Jakob Fugger der Ältere von der Lilie (1398–1469) | Jakob Fugger der Ältere von der Lilie (1398–1469) | Jakob Fugger der Ältere von der Lilie (1398–1469) |  |  |  |  |  |  |  |  |  |  |  |  |

Nach der Aufteilung des Familienvermögens im Jahr 1455 gingen die beiden Familien getrennte Wege. Die Familie der Fugger von der Lilie war im 16. Jahrhundert sehr erfolgreich und einflussreich. Die Familienfirma der Linie Fugger vom Reh war zunächst ebenfalls erfolgreich, wurde aber Ende des 15. Jahrhunderts zahlungsunfähig.
Das zwischen den Jahren 1545 und 1549 gestaltete „Ehrenbuch der Fugger“ hat die Legende aufkommen lassen, die Firma des Andreas Fugger (vom Reh) habe einen raschen und prachtvollen Aufstieg genommen, während Jakob der Ältere (von der Lilie) seine Firma langsam und vorsichtig ausgebaut habe. Die neuere Forschung hat diese Darstellung widerlegt. Die Firma der Fugger „von der Lilie“ war bereits früher erfolgreicher als die der Verwandtschaft „vom Reh“.
Für den Ort Graben wurde die Fugger-Familie so bedeutend, dass er das Reh und die Lilie in sein Gemeindewappen aufnahm.

## Fugger von der Lilie

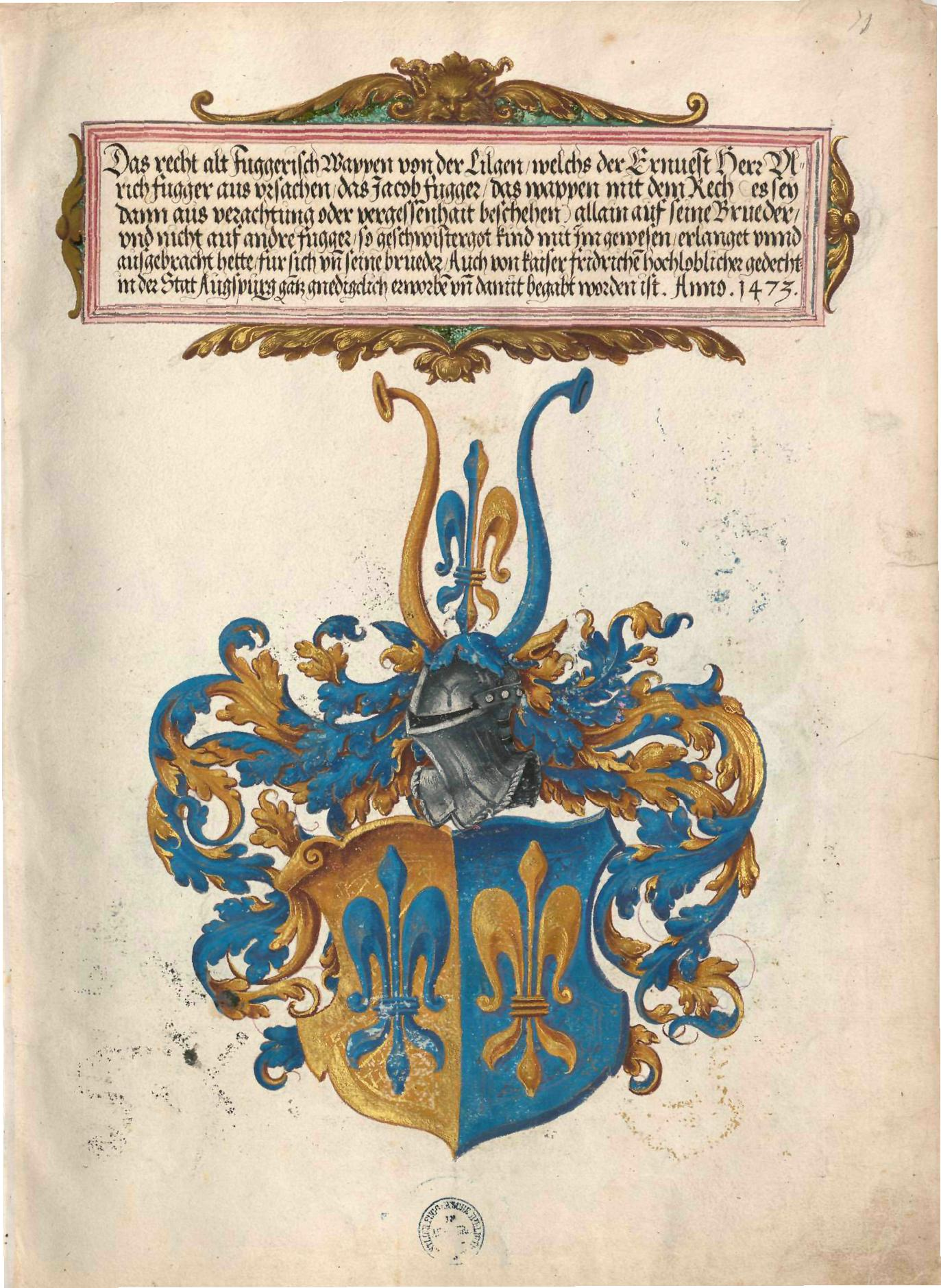
Wappen der Linie Fugger von der Lilie im Ehrenbuch der Fugger, 1545

Das Unternehmen der Fugger von der Lilie erlangte unter Jakob Fugger „dem Reichen“ und seinem Neffen Anton Fugger Weltgeltung. Die Mitglieder der Familie stiegen ab 1511 in den Adel auf. Ab der Mitte des 16. Jahrhunderts nahmen sie hohe kirchliche und weltliche Ämter ein.
Nach dem Erwerb der Grafschaft Kirchberg und der Herrschaften Weißenhorn, Wullenstetten, Pfaffenhausen und Resten der früheren Grafschaft Marstetten wurde der ursprünglich bürgerliche Kaufherr, Montanunternehmer und Bankier Jakob Fugger „der Reiche“ 1514 in den Reichsgrafenstand erhoben. Nach ihm stieg sukzessive die gesamte Familie in den Adel beziehungsweise in den Reichsgrafenstand auf. Die Fugger-Babenhausen (1803) und die Fugger von Glött (1913) wurden in den Fürstenstand erhoben. Die Familie zählt daher zu den wenigen deutschen Kaufmannsfamilien, die – wie in Italien häufiger geschehen – aus dem Briefadel bis in den Hochadel aufstiegen. Darüber hinaus waren drei Angehörige des Hauses Fugger „von der Lilie“ als Fürstbischöfe von Konstanz und Regensburg Reichsfürsten. Weitere Angehörige der Familie Fugger „von der Lilie“ hatten hohe und höchste Staats- und Kirchenämter inne.
Mehrere Fugger machten sich als Kunstförderer und Stifter einen Namen. Die bekanntesten Stiftungen sind die Fuggerkapelle in der Augsburger Kirche St. Anna und die Fuggerei, heute die älteste bestehende Sozialsiedlung der Welt.
Zweige sind bis heute auf dem Fuggerschloss Babenhausen, auf Schloss Kirchheim und Schloss Oberkirchberg ansässig.

## Fugger vom Reh

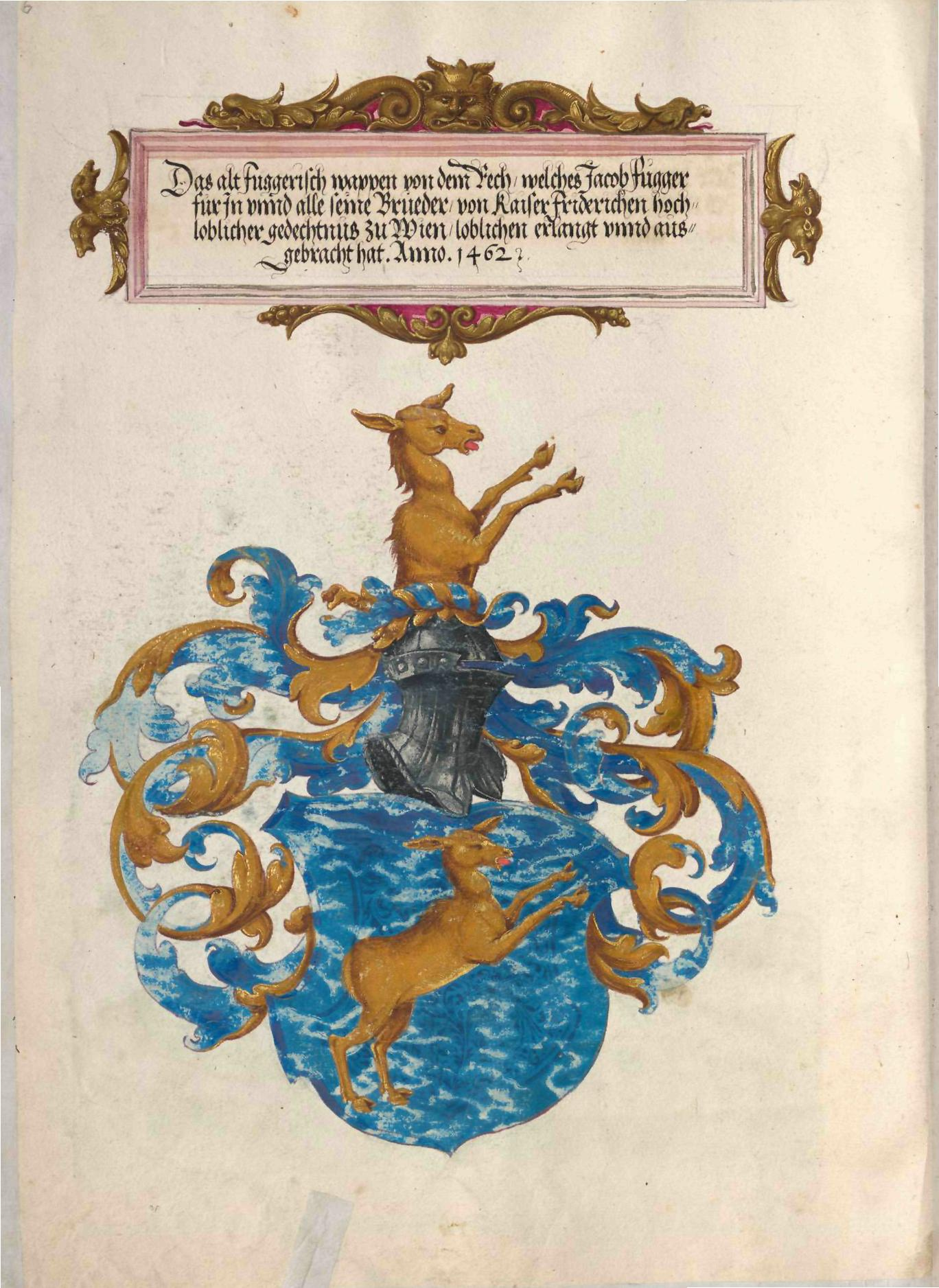
Wappen der Linie Fugger vom Reh im Ehrenbuch der Fugger, 1545

Das Unternehmen der Fugger „vom Reh“ betrieb bereits um die Mitte des 15. Jahrhunderts Handel zwischen den deutschen Hansestädten, Antwerpen und London, Mailand und Venedig, Leipzig und Frankfurt a. d. Oder. Im Jahr 1462 bekamen Lukas Fugger und seine Brüder ihr Wappen mit dem Wappenbild eines springenden Rehs verliehen.
Für die Zahlungsunfähigkeit der Firma der Fugger „vom Reh“ sorgte letztlich eine einzige Fehlentscheidung: ein ungenügend abgesicherter Kredit an Erzherzog Maximilian I. Für seine Schulden ließ der Habsburger die Stadt Löwen bürgen, bei der die Forderungen der Fugger „vom Reh“ dann jedoch nicht einzutreiben waren. In den letzten Jahren des 15. Jahrhunderts gerieten die Fugger „vom Reh“ deshalb in Zahlungsschwierigkeiten, ihre Firma ging bankrott.
Die Nachfahren hatten keine überörtliche Bedeutung mehr, erlangten aber in zwei Linien den sogenannten rittermäßigen Adelsstand.
Die heutigen Angehörigen der Familie Fugger vom Reh tragen zumeist den Nachnamen „Fugger“, wodurch sie auf den ersten Blick nicht als Nachkommen der Augsburger Fugger erkennbar sind. Lediglich zwei Familienmitglieder tragen den traditionellen Namen „Fugger von dem Rech“. „Rech“ ist die spätmittelhochdeutsche Form von „Reh“, dem Wappentier der Familie. Namensträger „Fugger vom Reh“ gibt es hingegen nicht.

## Die Fugger heute
In Schwaben sind heute noch die drei Familien Fugger ansässig:
- die Fürsten Fugger von Glött auf Schloss Kirchheim
- die Grafen Fugger-Kirchberg auf Schloss Oberkirchberg bei Ulm
- die Fürsten Fugger-Babenhausen auf Schloss Babenhausen und auf Schloss Wellenburg bei Augsburg.[11]

## Film
- Vom Webstuhl zur Weltmacht. Fernsehfilm in 6 Teilen, D 1982–1983, Drehbuch: Leopold Ahlsen, Regie: Heinz Schirk, deutsche Erstausstrahlung: 25. Juli 1983 (ARD).
- Die Fugger. Dokumentation in 4 Teilen, D 2003, Drehbuch: Günter H.G. Raum, Regie: Peter Irion.
- Die Fugger. Doku-Drama in 2 Teilen, D 2012, Drehbuch und Regie: Werner Köhne, deutsche Erstausstrahlung: 24. März 2012 (arte).
- Die Fugger im Silberreich, zweiteilige Dokumentation über den Silber- und Kupferabbau in Tirol (siehe: Schwazer Bergbau), ORF & 3sat 2021